# Мотлохов, Яков Петрович
Яков Петрович Мотлохов (25 сентября 1922 года, село Кучеряевка, Воронежской губернии — 27 февраля 2006 года, Москва) — советский военный лётчик, заслуженный лётчик СССР, лётчик-испытатель серийных машин, полковник авиации. Участник Великой Отечественной войны с 1942 года, советско-японской войны 1945 года, войны в Корее, где одним из первых сбил в воздушном бою американский F-86 Sabre. Инспектор Дальневосточного военного округа по технике пилотирования. После отставки — заместитель директора Всесоюзного проектного института «Энергосетьпроект».

## Учёба и Великая Отечественная война
В 1941 году поступил в Черниговскую школу военных пилотов, закончив обучение был прикомандирован в 6-й Авиакорпус ПВО Москвы. Начал войну в звании старший сержант, закончил старшим лейтенантом. В воздушных боях уничтожил 3 лично и 5 в группе самолётов противника (из них несколько Junkers Ju 188, а также Focke-Wulf 190 и Messerschmitt Bf.109). Лично командовал звеном истребителей, сопровождавших самолёт, на котором 19 сентября 1944 года с подписания в Москве соглашения о мире между Финляндией и СССР возвращался президент Финляндии Карл Густав Эмиль Маннергейм. За безупречно проведённую операцию прикрытия самолёта финского президента был награждён своим первым орденом Красного Знамени. В апреле 1945 года был с полком переброшен на Дальний Восток.

## Советско-японская война и война в Корее
В ходе боев за воздушное пространство Дальнего Востока командовал эскадрильей истребителей, которая до сентября 1945 года нанесла серьёзный урон силам ВВС Японии. В Корейской войне 1950—1953 годов, где СССР официально участия не принимал, одним из первых сбил американский F-86 Sabre при помощи недавно введённой в эксплуатацию системы радиолокационного наведения ракет, установленной на истребителе МиГ-15. За проявленный героизм был награждён орденом Ленина.
В последующие годы службы являлся заместителем командира полка, инспектором по технике пилотирования Дальневосточного военного округа, впоследствии командиром полка истребительной авиации.
В 1960 году отправлен командованием в Рижскую военную академию, по окончании которой жил и работал в Москве. Был отправлен в отставку в 1970 году.

## Интересные факты
Зимой 1943 года, будучи сбитым в ходе воздушного боя стрелком бомбардировщика Ju 188, при парашютировании потерял унты, так как лётчики обычно не использовали их многочисленные застёжки, чтобы не затекали ноги. Пробираясь по заснеженному лесу в одних унтятах[неизвестный термин], сильно отморозил ноги, но через сутки был обнаружен крестьянином, собиравшим хворост. В госпитале одну ступню подготовили к ампутации, но внимательность медсестры, заметившей, что в одном мизинце присутствует кровоснабжение, спасло от операции ногу пилота.
Пилотируя новейшие сверхзвуковые самолёты в 1950-х годах, устанавливал рекорды высоты на серийных машинах.
Используя специальный свинцовый костюм, в котором в самолёт можно было попасть только при помощи подъёмного крана, пролетал над эпицентром атомного взрыва, тестируя оборудование, не поддающееся влиянию электромагнитного импульса.
Отец — Петр Иванович Мотлохов, кавалерист, урядник, командир полковой разведки в Первой мировой войне, полный георгиевский кавалер.

## Награды
Орден Ленина, два ордена Красного Знамени, три ордена Красной Звезды, орден Отечественной войны II степени, медаль «За оборону Москвы», медаль «За отвагу», медаль «За боевые заслуги», медаль «За победу над Германией», медаль «За победу над Японией».